# ¡Dos!
¡Dos! is het tiende studioalbum van de Amerikaanse punkrockband Green Day. Het is het tweede album in de serie ¡Uno!, ¡Dos! en ¡Tré!, een trilogie van albums die door Green Day wordt uitgebracht tussen september en december 2012.

## Tracklist
Alle teksten zijn geschreven door Billie Joe Armstrong, behalve waar aangegeven, alle muziek is geschreven door Green Day.
| 1.                 | See You Tonight                                               | 1:06 |
| 2.                 | Fuck Time                                                     | 2:45 |
| 3.                 | Stop When the Red Lights Flash                                | 2:26 |
| 4.                 | Lazy Bones                                                    | 3:34 |
| 5.                 | Wild One                                                      | 4:19 |
| 6.                 | Makeout Party                                                 | 3:14 |
| 7.                 | Stray Heart                                                   | 3:44 |
| 8.                 | Ashley                                                        | 2:50 |
| 9.                 | Baby Eyes                                                     | 2:22 |
| 10.                | Lady Cobra                                                    | 2:05 |
| 11.                | Nightlife (tekst door Billie Joe Armstrong en Monica Painter) | 3:04 |
| 12.                | Wow! That's Loud                                              | 4:27 |
| 13.                | Amy                                                           | 3:25 |
| Totale duur: 39:21 |                                                               |      |

## Personen
- Billie Joe Armstrong – leadzang, gitaar
- Mike Dirnt – basgitaar, ondersteunende zang
- Tré Cool – drums
- Jason White - gitaar

## Hitnoteringen

### NederlandseAlbum Top 100
| Hitnotering: 17-11-2012 t/m | Hitnotering: 17-11-2012 t/m | Hitnotering: 17-11-2012 t/m | Hitnotering: 17-11-2012 t/m | Hitnotering: 17-11-2012 t/m | Hitnotering: 17-11-2012 t/m | Hitnotering: 17-11-2012 t/m | Hitnotering: 17-11-2012 t/m | Hitnotering: 17-11-2012 t/m | Hitnotering: 17-11-2012 t/m | Hitnotering: 17-11-2012 t/m | Hitnotering: 17-11-2012 t/m | Hitnotering: 17-11-2012 t/m | Hitnotering: 17-11-2012 t/m | Hitnotering: 17-11-2012 t/m | Hitnotering: 17-11-2012 t/m | Hitnotering: 17-11-2012 t/m | Hitnotering: 17-11-2012 t/m | Hitnotering: 17-11-2012 t/m | Hitnotering: 17-11-2012 t/m | Hitnotering: 17-11-2012 t/m |
| Week:                       | 1                           | 2                           | 3                           | 4                           | 5                           | 6                           | 7                           | 8                           | 9                           | 10                          | 11                          | 12                          | 13                          | 14                          | 15                          | 16                          | 17                          | 18                          | 19                          | 20                          |
| --------------------------- | --------------------------- | --------------------------- | --------------------------- | --------------------------- | --------------------------- | --------------------------- | --------------------------- | --------------------------- | --------------------------- | --------------------------- | --------------------------- | --------------------------- | --------------------------- | --------------------------- | --------------------------- | --------------------------- | --------------------------- | --------------------------- | --------------------------- | --------------------------- |
| Positie:                    | 13                          |                             |                             |                             |                             |                             |                             |                             |                             |                             |                             |                             |                             |                             |                             |                             |                             |                             |                             |                             |

### VlaamseUltratop 200Albums
| Hitnotering: 17-11-2012 t/m | Hitnotering: 17-11-2012 t/m | Hitnotering: 17-11-2012 t/m | Hitnotering: 17-11-2012 t/m | Hitnotering: 17-11-2012 t/m | Hitnotering: 17-11-2012 t/m | Hitnotering: 17-11-2012 t/m | Hitnotering: 17-11-2012 t/m | Hitnotering: 17-11-2012 t/m | Hitnotering: 17-11-2012 t/m | Hitnotering: 17-11-2012 t/m | Hitnotering: 17-11-2012 t/m | Hitnotering: 17-11-2012 t/m | Hitnotering: 17-11-2012 t/m | Hitnotering: 17-11-2012 t/m | Hitnotering: 17-11-2012 t/m | Hitnotering: 17-11-2012 t/m | Hitnotering: 17-11-2012 t/m | Hitnotering: 17-11-2012 t/m | Hitnotering: 17-11-2012 t/m | Hitnotering: 17-11-2012 t/m |
| Week:                       | 1                           | 2                           | 3                           | 4                           | 5                           | 6                           | 7                           | 8                           | 9                           | 10                          | 11                          | 12                          | 13                          | 14                          | 15                          | 16                          | 17                          | 18                          | 19                          | 20                          |
| --------------------------- | --------------------------- | --------------------------- | --------------------------- | --------------------------- | --------------------------- | --------------------------- | --------------------------- | --------------------------- | --------------------------- | --------------------------- | --------------------------- | --------------------------- | --------------------------- | --------------------------- | --------------------------- | --------------------------- | --------------------------- | --------------------------- | --------------------------- | --------------------------- |
| Positie:                    | 24                          |                             |                             |                             |                             |                             |                             |                             |                             |                             |                             |                             |                             |                             |                             |                             |                             |                             |                             |                             |